# Dyckia aurea
Dyckia aurea là một loài thực vật có hoa trong họ Dứa. Loài này được L.B.Sm. mô tả khoa học đầu tiên năm 1967.